# Этиго (хребет)
Этиго (яп. 越後山脈 Этиго саммяку) — горный хребет в Японии, в северо-западной части острова Хонсю. Ограничивает с юго-востока равнину Этиго.
Протяжённость хребта составляет около 170 км. Высочайшая вершина — вулкан Кусацу-Сиранэ (2171 м). Хребет сложен преимущественно гранитами и вулканическими породами. Расчленён глубокими долинами. До высоты 1000 м преобладают широколиственные, выше — хвойные. На вершинах располагаются заросли кустарников и пустоши.